# 방우정
방우정(方禹鼎, 1772년~1820년)은 조선의 무신이다. 호는 휘재(暉齋), 자는 구여(九汝)이고, 본관은 온양(溫陽)이다. 온양방씨 판서공파의 교수공파 후손이며, 동생 방우준(方禹準)의 5대손은 독립운동가 방정환 선생이다.
조선 정조 때 무과에 급제하고, 1803년(조선 순조 3 년) 주청사 겸 동지정사(奏請使兼冬至正使) 심능건(沈能建)을 따라 청나라에 다녀왔다.
1811년(순조 12 년) 홍경래의 난이 일어나자 서정군(西征軍)의 좌초관(左哨官)으로 출전하였다. 정주성(定州城) 남문을 합력해 공격하여 정주성(定州城) 함락에 공을 세웠다.
1816년(순조 16 년) 구례현감(求禮縣監)을 지냈다. 조선 철종 때 병조참판에 추증되었다. 묘는 경기도 가평군 월곡리 건좌에 있었다.

## 가족 관계
- 외조부: 정충언(鄭忠彦)
  - 모: 하동 정씨(河東鄭氏)
  - 부: 방효량(方孝良)
    - 부인: 고성 김씨(固城金氏) 김성오(金成五)의 딸
      - 동생: 방우준(方禹準)

## 저서
방우정의 저서로는 《서정일기(西征日記)》가 있다. 1811 년(순조 11) 12 월에 평안도 일대에서 홍경래가 민란(民亂)을 일으키자 이를 진압하기 위하여 출정한 서정군(西征軍)의 좌초관(左哨官) 방우정(方禹鼎)이 종군 사실을 기록한 것이다. 대가(大駕) 거동시(擧動時)의 호위병을 지휘하는 협련장(挾輦將)의 직책에 있던 방우정이 서정군의 좌초관으로 임명되어 《무경칠서절요(武經七書節要)》를 휴대하고 출발하여, 1811년 12월 22일부터 서정군이 정주성(定州城)을 함락시키고 이듬해인 1812년 5월 6일 군사를 이끌고 서울 남대문으로 입성하여 만도백성의 환호를 받으며 돈화문 밖에 이르러 대신 이하 2품(二品) 이상의 영로(迎勞)의 예(禮)를 받은 후 귀가한 데까지의 기록이다. 방우정이 실전(實戰)에 참가하여 직필로써 싸움의 양상 ·체험 ·견문 ·의견 등 매일매일의 사건을 기록한 것으로, 홍경래의 난에 대한 역사 사료(史料)로서 중요하다.